# Rhagodessa sudanensis
Rhagodessa sudanensis är en spindeldjursart som beskrevs av Roewer 1933. Rhagodessa sudanensis ingår i släktet Rhagodessa och familjen Rhagodidae. Inga underarter finns listade i Catalogue of Life.